# Orso d'argento per la migliore attrice

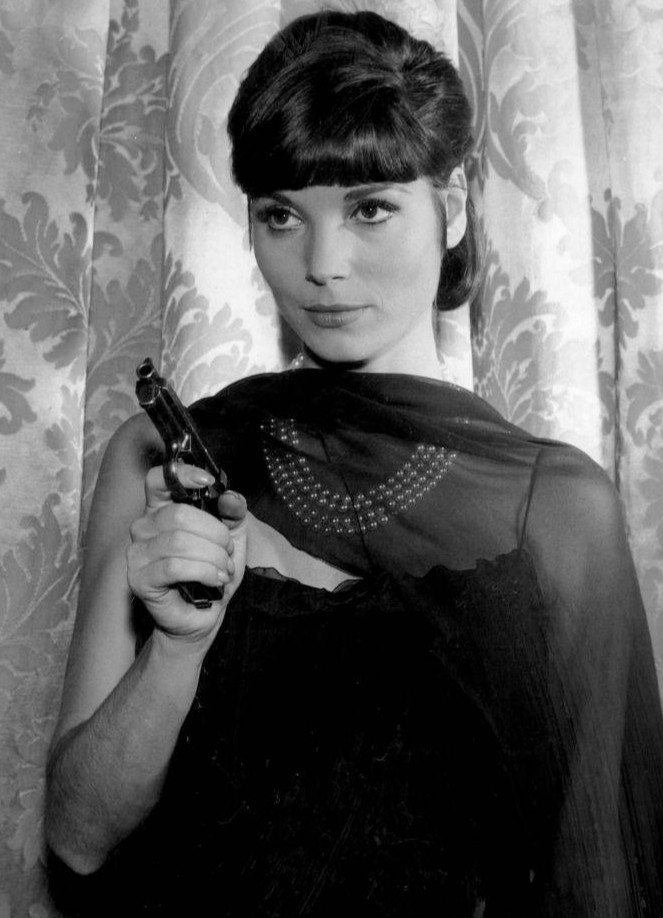
Elsa Martinelli, vincitrice del primo Orso d'argento come miglior attrice

L'Orso d'argento per la miglior attrice (Silberner Bär/Beste Darstellerin) è stato un premio cinematografico assegnato fino al 2020 dalla giuria internazionale del Festival di Berlino alla miglior attrice dei film presentati in concorso.
A partire dall'edizione del 2021 è stato sostituito (insieme alla controparte maschile) da due nuovi Orsi d'argento, quelli per la miglior interpretazione da protagonista e per la miglior interpretazione da non protagonista, senza distinzione di genere.

## Albo d'oro

### Anni 1956-1959
- 1956:  Elsa Martinelli - Donatella
- 1957:  Yvonne Mitchell - L'adultero (Woman in a Dressing Gown)
- 1958:  Anna Magnani - Selvaggio è il vento (Wild Is the Wind)
- 1959:  Shirley MacLaine - Tutte le ragazze lo sanno (Ask Any Girl)

### Anni 1960-1969
- 1960:  Juliette Mayniel - Storia di un disertore (Kirmes)
- 1961:  Anna Karina - La donna è donna (Une femme est une femme)
- 1962:  Rita Gam e  Viveca Lindfors - Tre individui tanto odio (No Exit)
- 1963: Bibi Andersson - L'amante (Älskarinnan)
- 1964:  Sachiko Hidari - Cronache entomologiche del Giappone (Nippon Konchuki) e Kanajo to kare
- 1965:  Madhur Jaffrey - Shakespeare Wallah
- 1966:  Lola Albright - Lord Love a Duck
- 1967:  Edith Evans - Bisbigli (The Whisperers)
- 1968:  Stéphane Audran - Les biches - Le cerbiatte (Les biches)

### Anni 1970-1979
- 1971
  -  Simone Signoret - Le Chat - L'implacabile uomo di Saint Germain (Le Chat)
  -  Shirley MacLaine - Desperate Characters
- 1972:  Elizabeth Taylor - Una faccia di c... (Hammersmith Is Out)
- 1975:  Kinuyo Tanaka - Sandokan numero 8 (Sandakan hachiban shōkan - Bōkyō)
- 1976:  Jadwiga Barańska - Notti e giorni (Noce i dnie)
- 1977:  Lily Tomlin - L'occhio privato (The Late Show)
- 1978:  Gena Rowlands - La sera della prima (Opening Night)
- 1979:  Hanna Schygulla - Il matrimonio di Maria Braun (Die Ehe der Maria Braun)

### Anni 1980-1989
- 1980:  Renate Krößner - Solo Sunny
- 1981:  Barbara Grabowska - La febbre (Gorączka. Dzieje jednego pocisku)
- 1982:  Katrin Sass - Deposito per un anno (Bürgschaft für ein Jahr)
- 1983:  Evgenija Glušenko - Vljublën po sobstvennomu želaniju
- 1984:  Inna Čurikova - Romanzo del tempo di guerra (Voenno-polevoj roman)
- 1985:  Jo Kennedy - Wrong World
- 1986
  -  Charlotte Valandrey - A Parigi con amore (Rouge baiser)
  -  Marcélia Cartaxo - A hora da estrela
- 1987:  Ana Beatriz Nogueira - Vera
- 1988:  Holly Hunter - Dentro la notizia - Broadcast News (Broadcast News)
- 1989:  Isabelle Adjani - Camille Claudel

### Anni 1990-1999
- 1990:  Jessica Tandy - A spasso con Daisy (Driving Miss Daisy). Premio assegnato all'interpretazione "congiunta" con Morgan Freeman.
- 1991:  Victoria Abril - Amantes - Amanti (Amantes)
- 1992:  Maggie Cheung - Center Stage (Ruan Lingyu)
- 1993:  Michelle Pfeiffer - Due sconosciuti, un destino (Love Field)
- 1994:  Crissy Rock - Ladybird Ladybird
- 1995:  Josephine Siao - Nu ren si shi
- 1996:  Anouk Grinberg - Mon homme
- 1997:  Juliette Binoche - Il paziente inglese (The English Patient)
- 1998:  Fernanda Montenegro - Central do Brasil
- 1999:  Juliane Köhler e ** Maria Schrader - Aimée & Jaguar (film) (Aimée und Jaguar)

### Anni 2000-2009
- 2000:  Bibiana Beglau e  Nadja Uhl - Il silenzio dopo lo sparo (Die Stille nach dem Schuss)
- 2001:  Kerry Fox - Intimacy - Nell'intimità (Intimacy)
- 2002:  Halle Berry - Monster's Ball - L'ombra della vita (Monster's Ball)
- 2003:  Nicole Kidman,  Julianne Moore e  Meryl Streep - The Hours
- 2004
  -  Charlize Theron - Monster
  -  Catalina Sandino Moreno - Maria Full of Grace
- 2005:  Julia Jentsch - La Rosa Bianca - Sophie Scholl (Sophie Scholl - Die letzten Tage)
- 2006:  Sandra Hüller - Requiem
- 2007:  Nina Hoss - Yella
- 2008:  Sally Hawkins - La felicità porta fortuna - Happy Go Lucky (Happy-Go-Lucky)
- 2009:  Birgit Minichmayr - Alle Anderen

### Anni 2010-2019
- 2011:  Shinobu Terajima – Caterpillar
- 2011:  Leila Hatami,  Sareh Bayat,  Sarina Farhadi e  Kimiya Hosseini – Una separazione (Jodāyi-e Nāder az Simin)
- 2012:  Rachel Mwanza – Rebelle
- 2013:  Paulina García – Gloria
- 2014:  Haru Kuroki – Chīsai ōchi
- 2015:  Charlotte Rampling – 45 anni (45 Years)
- 2016:  Trine Dyrholm – La comune (Kollektivet)
- 2017:  Kim Min-hee – Bam-ui haebyeon-eseo honja
- 2018:  Ana Brun – Le ereditiere (Las herederas)
- 2019:  Yong Mei – Dìjiǔtiāncháng

### 2020
- 2020:  Paula Beer – Undine - Un amore per sempre (Undine)

## Attrici più premiate
L'attrice statunitense Shirley MacLaine è l'unica ad aver vinto più di un oro d'argento, nel 1959 per Tutte le ragazze lo sanno e nel 1971 per Desperate Characters (ex aequo con Simone Signoret).

## Vincitrici per Paese d'origine
| Stati Uniti      | 12 |
| Germania         | 11 |
| Francia          | 8  |
| Regno Unito      | 6  |
| Giappone         | 4  |
| Brasile          | 3  |
| Italia           | 2  |
| Australia        | 2  |
| Hong Kong        | 2  |
| Polonia          | 2  |
| Svezia           | 2  |
| Unione Sovietica | 2  |